# Tribunal de Justiça de Alagoas
O Tribunal de Justiça de Alagoas (TJAL) é o órgão máximo do Poder judiciário do estado brasileiro de Alagoas, com sede na capital alagoana, Maceió, tem jurisdição em todo o território estadual. A corte é composta por 17 desembargadores.

## História
Após a Proclamação da República, no ano de 1889, a Constituição Estadual, promulgada em 11 de junho de 1891, previu a necessidade de criação da Corte de Justiça estadual, mas foi apenas no ano seguinte que a Corte alagoana foi criada, recebendo o nome de Tribunal Superior, instalada provisoriamente, no dia 1 de julho de 1892, em uma das salas do Palácio do Governo, situado na atual Rua do Comércio, no Centro de Maceió. Os primeiros desembargadores a compor o Tribunal Superior do Estado foram: Adalberto Elpídio de Albuquerque Figueiredo, Luiz Monteiro de Amorim Lima, Frederico Ferreira França, Manoel Fernando de Araújo Jorge e Tibúrcio Valeriano da Rocha Lins. Na ocasião, o desembargador Tibúrcio Valeriano da Rocha Lins foi eleito presidente da Corte estadual. Por volta de 1895, a sede do Tribunal foi transferida para a Praça Marechal Deodoro, também localizada no Centro da Capital, passando a funcionar no prédio da primeira Escola Modelo, onde atualmente se encontra instalada a Academia Alagoana de Letras. Trinta anos após a criação da Justiça no Estado, diante da necessidade de se criar uma sede própria para a Corte estadual, foi inaugurado, na tarde de 6 de fevereiro de 1912, o novo prédio do Tribunal Superior. Projetada pelo arquiteto italiano Luigi Lucariny, a construção foi inspirada no estilo Pseudo-Neoclássico.
Durante 54 anos, a Corte de Justiça alagoana recebeu varias denominações até ser conhecida pelo nome atual. Após ser instalada como Tribunal Superior, conforme previa a 1ª Constituição do Estado de Alagoas, a instituição recebeu novas denominações estabelecidas pela Constituição Federal. Em 1934, passou a se chamar Corte de Apelação e, três anos mais tarde, de Tribunal de Apelação. Finalmente, em 1946, recebeu o nome de Tribunal de Justiça de Alagoas, denominação vigente até os dias atuais.
As inovações relativas aos padrões sociais, culturais, políticos e econômicos do país da década de 50 também se refletiram na vida dos alagoanos, exigindo mudanças nas estruturas públicas. Em 1959, governo de Muniz Falcão, quando pela última vez o Colegiado do Tribunal de Justiça foi aumentado de cinco para onze desembargadores. O presidente da Corte à época era o desembargador Edgar Valente de Lima, a quem coube dar posse aos noveis integrantes do Pleno. Ao final de 1959, a Corte Estadual tinha a seguinte composição: Edgar Valente de Lima (presidente), José Jerônymo de Albuquerque (vice-presidente), Mário Augusto da Silva Guimarães (corregedor-geral da Justiça), Zepherino Lavènere Machado, Antonio César de Moura Castro, Paulo Vasco Aragão, Alfredo Gaspar de Oliveira Mendonça, Olavo Accioly de Moraes Cahet, João de Oliveira Silva e José Marçal Cavalcanti.

## Composição
Esta é a composição de desembargadores em março de 2022:
- Des. Klever Rêgo Loureiro (Presidente)
- Des. José Carlos Malta Marques (Vice-presidente)
- Des. Fábio José Bittencourt Araújo (Corregedor-Geral de Justiça)
- Des. Washington Luiz Damasceno Freitas
- Desª. Elisabeth Carvalho Nascimento
- Des. Sebastião Costa Filho
- Des. Otávio Leão Praxedes
- Des. Alcides Gusmão da Silva
- Des. Tutmés Airan de Albuquerque Melo
- Des. Paulo Barros da Silva Lima
- Des. Fernando Tourinho de Omena Souza
- Des. João Luiz Azevedo Lessa
- Des. Domingos de Araújo Lima Neto
- Des. Celyrio Adamastor Tenório Accioly
- Des. Carlos Cavalcanti de Albuquerque Filho
- Des. Orlando Rocha Filho
- Des. Ivan Vasconcelos Brito Júnior